# Benito de Goes
El hermano Benito de Goes fue un religioso de la Compañía de Jesús. Tiene un lugar importante en la historia de las misiones católicas en oriente, ya que fue elegido por el General de los jesuitas para encontrar la tierra de Catay. Cumpliendo el voto de obediencia, partió en marzo de 1603, disfrazado de mercader armenio, a un viaje desde la India a través de los Himalayas. En este viaje, descifró el enigma geográfico: Catay correspondía a China. Murió en el viaje de regreso el 11 de junio de 1607.
- Datos: Q5725967